# Makito Yoshida
Makito Yoshida (吉田 眞紀人 Yoshida Makito?, Kisarazu, Chiba, 20 de octubre de 1992) es un futbolista japonés que juega como delantero en el Rovers Kisarazu.

## Trayectoria

### Clubes
| Club                            | País  | Año       |
| ------------------------------- | ----- | --------- |
| Nagoya Grampus                  | Japón | 2011-2014 |
| Matsumoto Yamaga F. C. (cedido) | Japón | 2013      |
| Mito HollyHock (cedido)         | Japón | 2014      |
| Mito HollyHock                  | Japón | 2015      |
| JEF United Chiba                | Japón | 2016-     |
| F. C. Machida Zelvia (cedido)   | Japón | 2017      |
| Ehime FC (cedido)               | Japón | 2018-2019 |
| Ehime FC                        | Japón | 2020-2022 |
| Rovers Kisarazu                 | Japón | 2023-     |